# Король гори (фільм)
«Король гори» (англ. King of the Hill) — драматичний фільм 1993 року, режисера Стівена Содерберга, який був номінований на здобуття Золотої пальмової гілки на Каннському кінофестивалі 1993 року. Це другий фільм відзнятий за власним сценарієм Содерберга, після фільму «Секс, брехня і відео», який здобув «Золоту пальмову гілку» в 1989 року.

## Сюжет
Заснований на романі виховання у вигляді мемуарів письменника А. Е. Готчнера, фільм оповідає історію хлопчика, який веде боротьбу за виживання, залившись один в готелі в Сент-Луїсі, після того як його мати потрапила до протитуберкульозного диспансеру з туберкульозом, а його молодшого брата відправили жити з дядьком. Його батько, німецький емігрант і постачальник годинників, який працює в компанії Hamilton Watch Company, їде в тривалі подорожі, з яких, хлопчик не може бути впевнений, що він повернеться.

## У ролях
- Джессі Бредфорд — Аарон
- Єрун Краббе — містер Курлендр
- Ліза Айкхорн — Міссі Курлендер
- Карен Аллен — міс Меті
- Сполдінг Грей — містер Манго
- Елізабет Макговерн — Лідія
- Едрієн Броуді — Лестер
- Джоуї Гілл — Бен
- Джон Макконнелл — патрульний Бернс
- Ембер Бенсон — Елла МакШейн
- Крістін Грііфіт — місіс МакШейн
- Кріс Семплс — Біллі Томпсон
- Пеггі Фрейз — місіс Томпсон
- Кетрін Гейґл — Крістіна Себастьян
- Лорін Гілл — ліфтерша

## Сприйняття
На сайті Rotten Tomatoes фільм має рейтинг 94 % позитивних відгуків, на основі 32 оглядів критиків із середньою оцінкою 7,9/10.